# Operazioni sul confine del Trentino (1859)
Le Operazioni sul confine del Trentino del 1859 furono un episodio della seconda guerra d'indipendenza italiana italiana e consistettero nell'offensiva nella Valle Sabbia  di reparti dell'Armata Sarda  della 4ª Divisione del generale Enrico Cialdini, supportata da reparti dei Cacciatori delle Alpi di Giuseppe Garibaldi,  contro il 6º Corpo d'Armata austriaco del tenente feldmaresciallo Franz Xaver von Paumgartten  volta al controllo della fascia confinaria tra il Trentino e il Regno del Lombardo-Veneto occupato.

## Contesto
Nel corso della seconda guerra d'indipendenza italiana lo Stato maggiore austriaco di Vienna,  allertato dalla vittoria italiana nella battaglia di Montebello del 20 maggio e in special modo da quelle di Giuseppe Garibaldi con i suoi  Cacciatori delle Alpi  a Varese e San Fermo del 26 e 27 maggio quest'ultimo peraltro fiancheggiando i franco-piemontesi sulle Alpi sembrava mirasse a penetrare in Trentino,  decise, con ordine del 31 maggio, di muovere da Linz verso il Tirolo meridionale l'intero 6º Corpo d'Armata. L'intasamento dell'unica strada ferrata che da Innsbruck raggiungeva, tramite il passo del Brennero, la città di Bolzano, costrinse i reparti ad una marcia forzata e solamente verso la metà di giugno tutte le forze mobilitate raggiunsero la zona di operazioni ove il tenente feldmaresciallo Paumgartten, comandante interinale del Corpo, pose il suo quartier generale a Trento.
L'armata franco-piemontese, dal canto suo, non era affatto intenzionata a condurre alcuna operazione offensiva di penetrazione verso il Trentino. Difatti, accordi segreti tra Vittorio Emanuele II e Napoleone III consideravano il Tirolo meridionale parte integrante della Confederazione germanica quindi, per non irritare ulteriormente l'imperatore Francesco Giuseppe e la Prussia, ogni azione venne preventivamente esclusa se non lo sgombero di tutti quei reparti austriaci operanti nella fascia di confine lombarda da Ponte Caffaro a passo del Tonale affidando il compito alla 4ª Divisione dell'esercito regolare sardo comandata dal generale Enrico Cialdini.

## Le truppe austriache e le prime azioni
Il 4 giugno, dopo la battaglia di Magenta, lo Stato maggiore austriaco ricevette informazioni allarmanti su ipotetici movimenti offensivi verso il Trentino di un'armata piemontese di 40 000 uomini e che Garibaldi si apprestava a marciare con i suoi volontari da Brescia verso le Giudicarie e Riva del Garda. L'informativa che poi si rivelò falsa, portò il 16 giugno il comandante di Corpo d'Armata di Trento ad ordinare alla Brigata del generale Alfred von Henikstein, accampata con i suoi reparti a Condino e sui monti della Val Vestino,  un attacco preventivo verso Vestone, sede della Brigata “Savona” e del 3º Battaglione dei Cacciatori delle Alpi.  Con la conferma della veridicità dell'informazione, il tenente feldmaresciallo Paumgartten sospese ogni azione.
Elenco reparti austriaci al 16 giugno:
- Comando generale del 6º Corpo a Trento, tenente feldmaresciallo Franz Xaver von Paumgartten;
- 1ª  Divisione, tenente feldmaresciallo Paumgartten;
  - 1ª  Brigata del maggiore generale Reichardt a Trento composta dal 62º Reggimento fanteria “Arciduca Einrich”, dal 2º Battaglione del Reggimento fanteria “Romanen Banater” e di una batteria a piedi.
  - 2ª  Brigata del maggiore generale conte Johann Karl von Huyn, in Val Venosta, composta dal 1º Battaglione cacciatori “Imperatore”, dei quarti battaglioni dell'8°, 25°, 27° e 40° Reggimenti fanteria, della 15ª  Batteria da montagna.
- 2ª  Divisione, tenente feldmaresciallo barone Koudelka con il comando a Trento poi a Malè;
  - 1ª  Brigata del maggiore generale barone Reichlin composta dalla 13ª  Divisione cacciatori (23ª  e 26ª  compagnia) a Monte Baldo, dei quarti battaglioni del 9°, 12°, 18° e 19° Reggimenti fanteria e di una batteria a cavallo nella Val d'Adige e nella Valle del Sarca;
  - 2ª  Brigata del maggiore generale Alfred von Henikstein con comando a Condino, composta dalla 14ª  Divisione cacciatori (27ª  e 28ª  Compagnia), dei quarti battaglioni del 4°, 28°, 46° e 52° Reggimenti fanteria, di una batteria a piedi e dell'8º Battaglione cacciatori. Quest'ultima Brigata manteneva due quarti dei battaglioni del 28º e 52º Reggimento e due compagnie di cacciatori, la 29ª  e 30ª, nella Val di Sole[1][2].

Il 23 giugno il Comando del 6º Corpo ordinò una nuova azione verso il lago di Garda, passando per la strada che da Treviso Bresciano, attraverso la Val Vestino sbocca sopra Gargnano ove avrebbe trovato a difesa pochi reparti piemontesi della Brigata “Savona”. Anche questa azione fu sospesa dopo la battaglia di Solferino e San Martino, ove gli austriaci subirono una pesante sconfitta.

## Le azioni sul lago di Garda
Dopo la battaglia di Treponti del 15 giugno i Cacciatori delle Alpi  di Giuseppe Garibaldi avevano oramai esaurito il proprio ruolo di ala sinistra dal momento che la fascia prealpina, bruscamente interrotta dalla lunga sagoma del lago di Garda, poteva essere presidiata dall'esercito franco-sardo il quale bastava anche per occupare l'intera fascia dal lago alla fortezza di Mantova.
Giunto al lago, Garibaldi, la cui presenza non era richiesta accanto ai regolari, valutò la possibilità di superare di un balzo la massa d'acqua e catturò a tal fine un vapore austriaco.  L'iniziativa però era inattuabile perché troppa era la superiorità navale austriaca.
La piccola brigata non era, d'altra parte, sufficiente ad operare per qualcosa di più di qualche azione di commando, né tantomeno si rivelava idonea ad ostacolare una eventuale discesa di forze austriache da Riva del Garda o dalle Valli Giudicarie ovvero dalla Valle Camonica attraverso il Passo del Tonale e comunque alle spalle del Mincio.  Pertanto vi fu comandata la 4 ª Divisione dell'Armata Sarda del generale Cialdini, il vincitore di Palestro, con l'ordine espressivo di non violarne i confini di stato. Il generale Cialdini poteva contare per questo scopo del 15° e 16° Reggimenti di fanteria, del 6º e 7º Battaglione bersaglieri, del Reggimento cavalleggeri “Novara” e nove pezzi di artiglieria da campagna.
I Cacciatori vennero quindi comandati a muoversi molto più a nord, in Valtellina, a copertura del Passo dello Stelvio, dotato di una eccellente strada militare austriaca sin dal 1825.

## L'assedio piemontese della Rocca d'Anfo

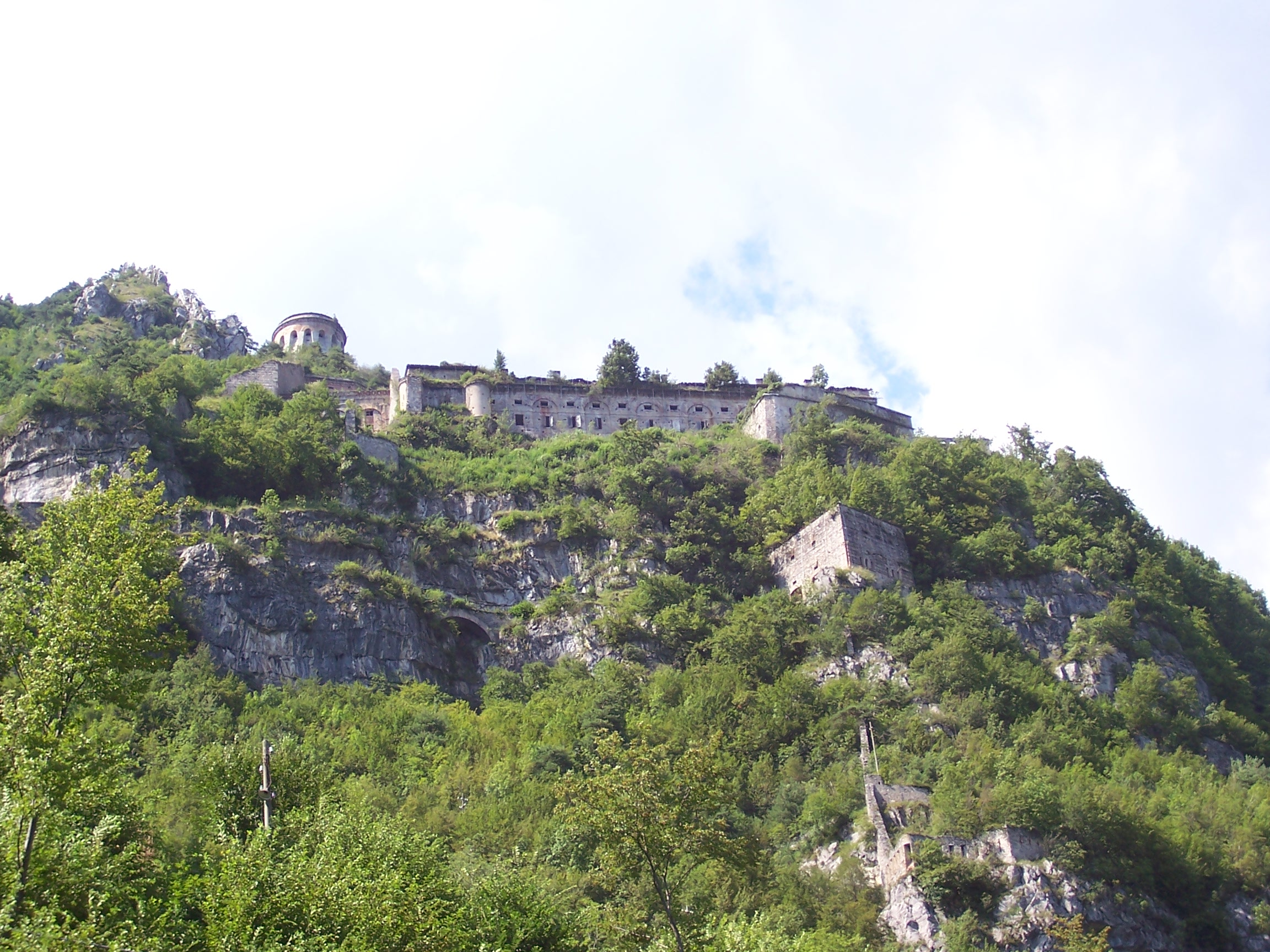
Rocca Alta e la Lunetta

Il generale Enrico Cialdini ricevette l'ordine di marciare e conquistare Rocca d'Anfo sul lago d'Idro a ridosso del confine trentino, presidiata dagli austriaci, per isolare alle spalle la fortezza di Verona e togliere così i rinforzi agli imperiali.
L'imperatore Francesco Giuseppe d'Asburgo, risoluto di non perdere la linea del Mincio, fin dal 17 maggio aveva affidata la guardia del Tirolo al fratello arciduca Carlo Ludovico che, preoccupato delle sommosse lombarde, aveva sollecitato i tirolesi a mantenersi fedeli al governo di Vienna ed a fornire volontari per la guerra contro i franco-piemontesi.
Tremila tirolesi accolsero l'appello dell'Arciduca e furono convogliati in Valcamonica, mentre il confine di Ponte Caffaro e la Rocca d'Anfo venivano rinforzati con la gendarmeria richiamata l'8 giugno dai paesi della Valle Sabbia  e con la divisione del tenente generale Karl von Urban in ritirata. Le popolazioni locali della Valle Sabbia, indifese, provarono, allora, l'incubo di un imminente saccheggio. Rocca d'Anfo, come nel 1848, ritornava ad essere teatro di guerra e d'ignorati sacrifici.
Il generale Enrico Cialdini, accolto dagli evviva degli abitanti, giunse il 20 giugno a Lavenone ove divise le truppe su due colonne: l'una la fece avanzare sulla strada reale fino ad Anfo, l'altra per la Spina e il torrente Abbioccolo fino a Presegno e a Bagolino col compito di scendere alle spalle della Rocca a monte Suello, occupare Ponte Caffaro e accerchiare così la fortezza che sapeva munitissima e ben difesa fra le rive del lago d'Idro e i dirupati crinali di alte montagne.

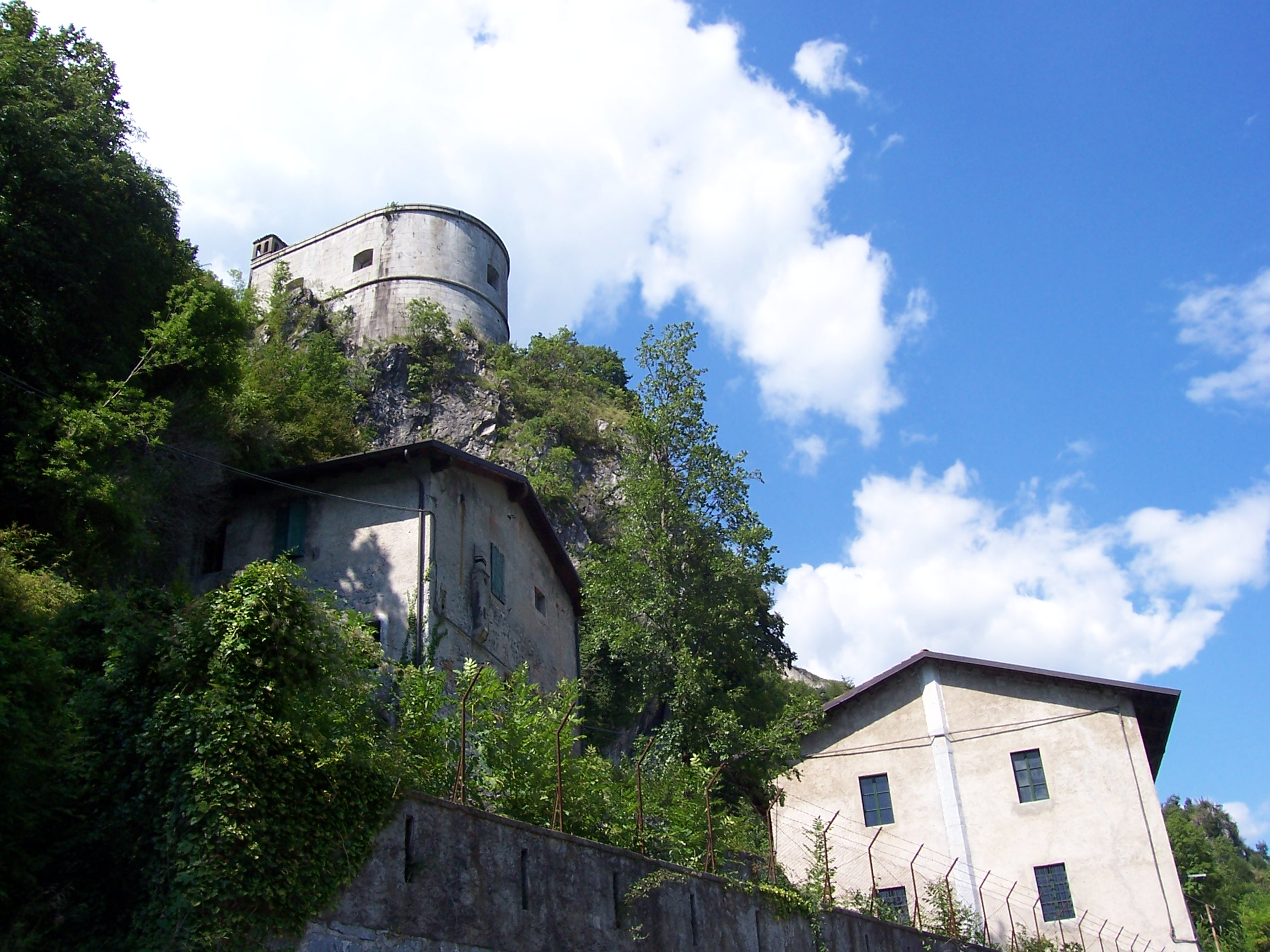
Rocca Vecchia

Il 21 giugno avvennero gli scontri: il Cialdini occupò la caserma posta ai piedi della Rocca facendo numerosi prigionieri. Nell'assalto rimase ucciso sul campo anche Girolamo Bonardelli di Anfo, di 22 anni d'età, che con altri convalligiani aveva seguito le truppe liberatrici.
Le pressioni contro la Rocca ripresero l'indomani per facilitare la conquista dei passi montani. Infatti i Cacciatori delle Alpi conquistarono il monte Maniva, scesero a Bagolino ed a monte Suello, evacuati gli austriaci, occuparono il confine di Ponte Caffaro, la Valle Trompia e la Valcamonica presso Ponte di Legno ancora in mano agli avversari.

## Esito e conseguenze
Quando oramai ci si apprestava alla conquista finale della fortezza già completamente accerchiata, l'imprevista vittoria dei franco-piemontesi nella battaglia di San Martino e Solferino fece interrompere le ostilità.
L'armistizio di Villafranca  intercorso tra i franco-piemontesi e gli austriaci del 13 luglio pose termine alle ostilità ma la guerra sul confine del Caffaro continuò con ripetute azioni di sabotaggio fino al 29 gennaio del 1860, giorno in cui il tenente Pilade Bronzetti coi suoi volontari accampati ad Anfo e con le guardie civiche del distretto di Vestone, poté innalzare la bandiera tricolore sulla Rocca consegnata dai militari austriaci a seguito del trattato di pace.